# وینگسوت

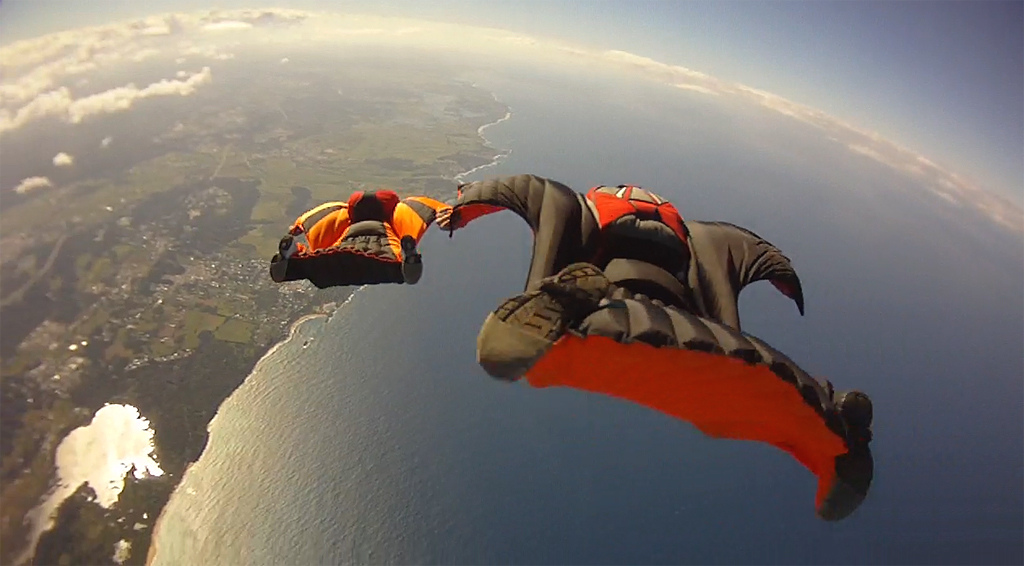
پرواز با لباس بالدار بر فراز ساحل

پرواز با لباس بالدار یا وینگسوت (به انگلیسی: wingsuiting) ورزشی پروازی است که در آن با استفاده از نوع خاصی از لباس‌های بال‌دار که فضای بین پاها و دست‌ها را می‌پوشاند مساحت جانبی بدن ورزشکار در هوا طوری افزایش می‌یابد که نیروی برا برای پرواز تأمین شود. این ورزش مدرن اواخر دههٔ ۱۹۹۰ با طراحی نخستین نسل از لباس‌های بالدار شکل گرفت؛ لباس‌هایی که به‌خاطر شباهت به خفاشها، به نام لباس خفاشی  نیز مشهور شده‌اند.
پرواز با لباس بالدار به استفاده از چتر نجات پایان می‌یابد.
سرعت پرواز با وینگسوت بسیار زیاد است و خلبان در حالی که در حال کم کردن ارتفاع است با سرعتی بین ۱۵۰ تا ۳۵۰ کیلومتر در ساعت روبه جلو پرواز می‌کند. ۲۲ می ۲۰۱۷ فراسر کورسان، ورزشکار بریتانیایی با ثبت رکورد ۳۹۶ کیلومتر در ساعت رکورد سریع‌ترین پرواز با وینگ سوت را به‌نام خود ثبت نمود.